# 더 라인 (사우디아라비아)

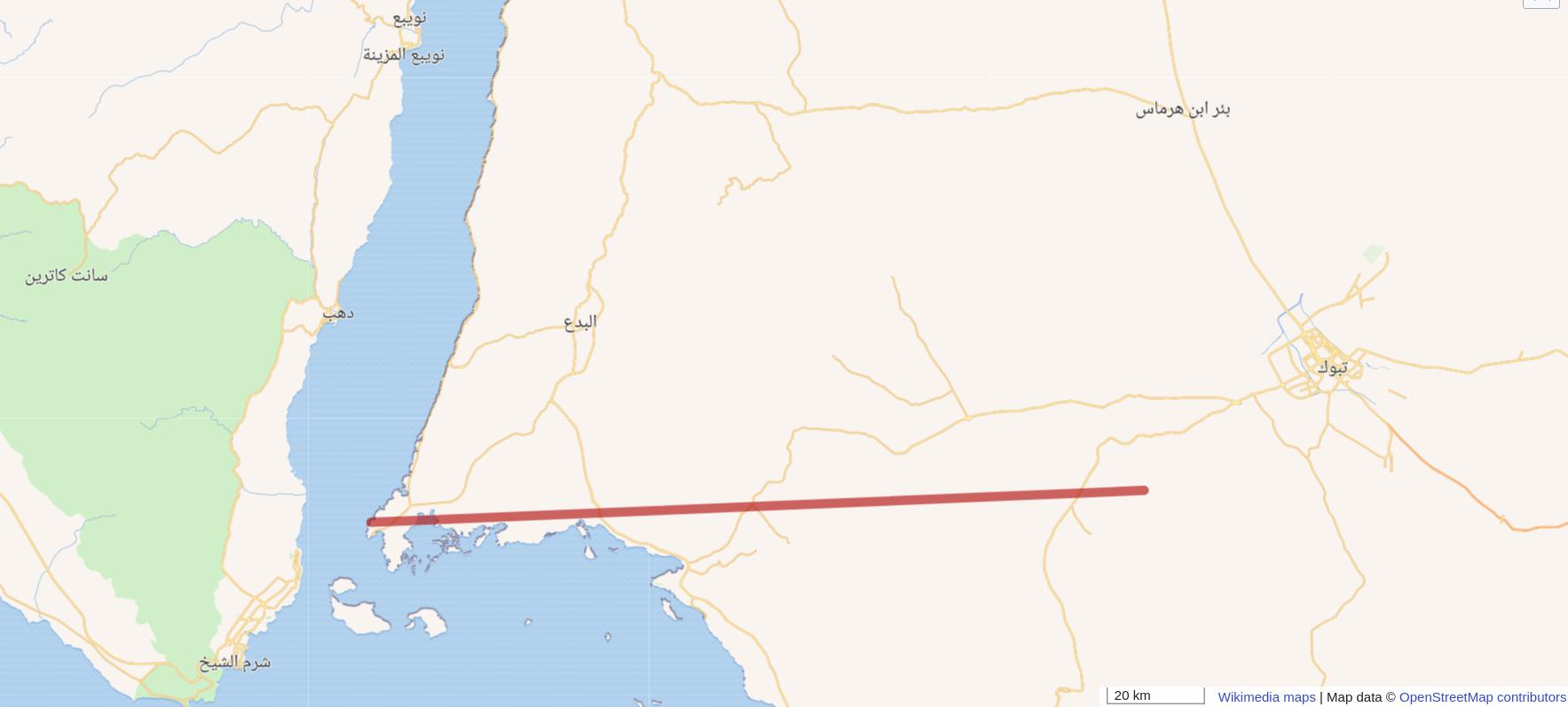

더 라인(아랍어: ذا لاين, 영어: The Line)은 사우디아라비아가 계획중인 신도시이다.

## 역사
라인은 현재 건설 중인 사우디아라비아의 네옴에 있는 스마트 선형 도시로 자동차, 거리 또는 탄소 배출이 없도록 설계되었다.
170킬로미터(110마일) 길이의 이 도시는 사우디아라비아가 380,000개의 일자리를 창출하고 국가의 GDP에 480억 달러를 추가할 것이라고 주장하는 사우디아라비아 비전 2030 프로젝트의 일부이다.
라인은 계획된 5천억 달러 도시인 네옴의 첫 번째 개발이 될 것이다.
도시의 계획은 9백만의 인구를 예상하고 있다.
네옴시티 프로젝트는 사우디아라비아의 북서부 홍해 인근 2만6500km² 부지에 서울의 44배 면적 미래도시를 짓는 프로젝트다. 길이 170km, 너비 200m에 이르는 친환경 직선도시 ‘더 라인’, 바다 위에 떠 있는 팔각형 첨단산업단지 ‘옥사곤’, 산악관광단지 ‘트로제나’ 등 3개 프로젝트로 구성된다. 총사업비가 5000억 달러에 이른다.

## 구조
초고층건물 2개가 200m를 사이에 두고 사막과 산악 지형 170㎞(서울~대전 거리보다 길다)를 가로지른다. 높이 500m의 이 두 건물 사이에는 숲이 우거지고 물이 흐른다. 에어택시와 고속철도가 집과 학교, 직장을 5분 안에 잇는다. 허공에는 로봇 가사도우미가 날아다닌다. 각종 시설에 설치된 인공지능(AI)은 사람들의 건강을 수시로 체크한다. 거대한 인공 달이 도시를 밝히고, 그린수소 등 녹색 전력이 1년 내내 도시의 기온을 안정적으로 유지한다. 사우디가 최근 발표한 최첨단 도시 ‘더 라인’(The Line)의 조감도다. 이 직선 모양의 도시는 외벽이 거울로 만들어져 ‘미러 라인’으로도 불린다. 어마어마하게 긴 두 개의 건축물이 곧 도시다. 사우디는 2030년 도시가 완성되면 900만 명의 사람들이 이곳에 거주할 것으로 전망했다. 사막 위에 지어진 궁극의 고밀도 도시가 공상과학 판타지를 넘나든다.
롯데월드타워의 높이가 555m인데, 이와 비슷한 높이의 초고층 건물을, 거대한 벽 처럼, 170 km 너비로 건설할 계획이다.
2019년 현재, 사우디아라비아의 인구는 3400만명이다. 그런데, 인구 900만명의 최첨단 신도시를 짓겠다는 것이다.

## 계획
2021년 1월 10일, 사우디 왕세자 무함마드 빈 살만(Mohammed bin Salman)이 국영 TV에서 프레젠테이션을 했다.
완공되면 라인은 너비가 170킬로미터(110마일)가 될 것이며 네옴 내 자연의 95%를 보존할 것이다.
9백만 명의 주민을 예상한다.
라인의 계획은 총 너비가 200미터(660피트)이고 총 높이가 500미터(1,600피트)인 두 개의 거울 건물로 구성되어 있으며 그 사이에 실외 공간이 있다. 도시는 노드로 나누어진다. 모든 일일 서비스는 도보로 5분 이내에 도달할 수 있도록 설계되었다.
라인은 오직 재생 가능 에너지로만 전력을 공급받는다.
라인은 보행자용 지상층, 기반시설용 지하층, 교통용 지하층 등 3개 층으로 구성된다.
교통용 지하층에는 고속철도 시스템이 구축된다. 완공 시 20분이면 도시의 한쪽에서 반대쪽으로 이동할 수 있다. 시속 512km 속도를 낸다.
예상되는 건설비는 미화 1000-2000억 달러(4000-7000억 SAR)이며, 일부 추정치는 1조 달러에 이른다.
사우디 정부는 2030년까지 380,000개의 일자리를 창출하고 경제 다각화에 박차를 가하며 국내 GDP에 1,800억 SAR(미화 480억 달러)을 기여할 것이라고 주장한다.
초기 토목 공사는 2021년 10월에 시작되었으며, 최초의 주민들은 2024년에 입주할 예정이다. 2022년 7월 현재, 1단계 사업은 2030년에 완료될 예정이다.

## 같이 보기
- 네옴
- 사우디아라비아 비전 2030